# ミンドロスイギュウ
ミンドロスイギュウ（Bubalus mindorensis）は、ウシ科アジアスイギュウ属（Anoa属とする説もあり）に分類される偶蹄類。別名タマラオ。

## 分布
種小名mindorensisは「ミンドロ産の」の意。
フィリピン（ミンドロ島）固有種

## 形態
体長150-180cm。尾長40cm。肩高100-110cm。体重300kg。頸部や胴体は太い。全身は灰色や褐色の体毛で覆われる。顔や喉、蹄の上部が白い。
頭部には太い上に短く、上方へ向かい先端がやや内側へ向かう角が生える。角の表面には細かい皺や窪みが入る。耳介の内側の縁は白い。

## 分類
本種をアジアスイギュウの亜種とする説もある。

## 生態
河川沿いの森林や竹林、沼、湿地等に生息する。単独もしくは小規模な群れを形成して生活する。夜行性で、昼間は茂みの中等で休む。水浴びや泥浴びを好む。
食性は植物食。
繁殖形態は胎生。妊娠期間は276-315日。6-11月に1回に1頭の幼獣を産む。幼獣は生後1年半から4年半で独立する。寿命は約20年とされる。

## 人間との関係
開発による生息地の破壊や、角目的の乱獲等により生息数は激減している。1900年には生息数が約10,000頭とされていたが、1969年には約100頭まで減少した。その後生息数は回復し1989年に数百頭まで回復したとされるが、飼育下での繁殖例が少なく1996年の段階では個体数は再び減少している。